# برام فيربست
برام فيربست (5 مارس 1983 بأنتويرب في بلجيكا - ) هو لاعب كرة قدم بلجيكي في مركز حراسة المرمى. لعب مع أياكس أمستردام وبيرسخوت إيه سي ورودا ياي سي وسيركل بروج ونادي بروندبي وS.C. Eendracht Aalst ‏ وتينين هاجلاند.